# Betting and Gaming Act 1960
Il Betting and Gaming Act 1960 fu un Act of Parliament britannico che legalizzò forme aggiuntive di azzardo in Gran Bretagna.

## Descrizione
Sulla base delle raccomandazioni della "Royal Commission on Betting, Lotteries and Gaming" (1949-1951) l'atto divenne esecutivo il 1º gennaio 1961 e permise per la prima volta il gioco di piccoli importi su giochi di abilità come il bridge. Dal maggio 1961 alcuni centri scommesse furono autorizzati ad aprire.
Tra il 1961 e il 1965, circa 16000 licenze furono rilasciate dai magistrati locali.

## Conseguenze
L'apertura di centri scommesse ebbe un impatto negativo sull'industria delle corse di levrieri. Tra il 1961 e il 1969 ci furono 21 National Greyhound Racing Club (NGRC) e vari circuiti che chiusero. L'atto fu considerato come la maggior ragione per il declino delle corse dei cani con 91 chiusure di NRGC tra il 1960 e il 2010.